# Proiphys
Proiphys es un género  de plantas herbáceas, perennes y bulbosas perteneciente a la familia Amaryllidaceae. Comprende 4 especies. 
Es originario del sudeste de Asia, desde Tailandia hasta el norte de Australia.

## Descripción
Los miembros de Proiphys crecen de bulbos y tienen hojas con las venas profundamente pronunciadas que se producen en largos pecíolos. Las fragantes flores de color blanco se producen en umbelas con forma de racimos de tallos largos. Se abren sucesivamente durante un período prolongado.

## Taxonomía
El género fue descrito por William Herbert y publicado en An Appendix 42. 1821. La especie tipo es: Proiphys amboinensis

## Especies
- Proiphys alba
- Proiphys amboinensis
- Proiphys cunninghamii
- Proiphys infundibularis